# Akademski pjevački zbor Strossmayer
Akademski pjevački zbor Strossmayer hrvatski je pjevački zbor.

## Povijest
Akademski pjevački zbor Strossmayer djeluje u sklopu Akademskog kulturno-umjetničkog društva Strossmayer koje je osnovano 24. rujna 2015. godine. Osnovala ga je skupina profesora i djelatnika Sveučilišta Josipa Jurja Strossmayera u Osijeku u želji da studentima i profesorima Sveučilišta pruži nove i kvalitetne kulturne sadržaje. U sklopu Akademskog kulturno-umjetničkog društva su odmah nakon osnivanja djelovala tri ansambla, plesni ansambl, folklorni ansambl i pjevački zbor, no danas je aktivan samo Akademski pjevački zbor Strossmayer. Prvi predsjednik AKUD Strossmayer je bio izv. prof. dr. sc. Željko Turkalj, rektor osječkog Sveučilišta, a direktor je bio prof.dr.sc. Enrih Merdić. Dirigentica zbora je bila izv. prof. art. dr. sc. Antoaneta Radočaj-Jerković, a klavirski suradnik Davor Dedić, mag.mus.
Akademski pjevački zbor Strossmayer započeo je s radom 22. listopada 2015. godine. Zbor je sastavljen od sadašnjih i bivših studenata profesora i djelatnika s različitih fakulteta osječkog Sveučilišta te ostalih zainteresiranih akademskih građana grada Osijeka i zaljubljenika u zborsku glazbu. Do sada se zbor vrlo uspješno predstavio javnosti na brojnim svečanim koncertima.

## Ustroj i djelovanje
Sadašnji predsjednik AKUD Strossmayer je dr.sc. Berislav Marković, a direktorica je dr.sc. Majda Milinović koja je ujedno i dirigentica, dok je klavirski suradnik Domagoj Maras. Zbor trenutno broji oko 40 članova.

## Vanjske poveznice
Mrežna mjesta
- OSkultura: Intervju s Enrihom Merdićem  Arhivirana inačica izvorne stranice od 13. prosinca 2021. (Wayback Machine)
- Studentski portal o Akademskom pjevačkom zboru Strossmayer